# Газенклевер, Иоганн Петер
 Иоганн Петер Газенклевер (также Хазенклевер; нем. Johann Peter Hasenclever 18 мая 1810, Ремшайд — 16 декабря 1853, Дюссельдорф) — немецкий живописец дюссельдорфской художественной школы. Считается основателем немецкой жанровой живописи и предшественником Карла Шпицвега и Вильгельма Буша.

## Биография
Иоганн Петер Газенклевер родился 18 мая 1810 года в Ремшайде.
В 17 лет Газенклевер приехал в Дюссельдорф с целью изучения архитектуры, но вскоре увлёкся живописью и стал заниматься ею под руководством Фридриха Вильгельма фон Шадова.
Сначала он пробовал свои силы в трактовании библейских, мифологических и романтических сюжетов, а также в живописи портретов, пока, наконец, не попал на область тем, вполне свойственных своему дарованию, — на юмористические сцены из мещанского быта, преимущественно пирейнских городов и местечек.
В 1838—1842 годах он жил вместе с живописцем цветов Иоанном Вильгельмом Прейером, тонкая, прилизанная, слишком сухая манера которого сильно повлияла на его письмо.
Как на лучшие произведения Газенклевера русский искусствовед Андрей Сомов указывал на иллюстрации к Иобсиаде Кортюма; к таковым же относится картина из мюнхенской Новой пинакотеки «Забавный экзамен» и две картины Берлинской национальной галереи: «Кабинет для чтения» и «Проба вина», распространенные в нескольких гравюрах и литографиях.
Иоганн Петер Газенклевер умер 16 декабря 1853 года в городе Дюссельдорфе.